# Стелиос Јанакопулос
Стелиос Јанакопулос (грч. Στέλιος Γιαννακόπουλος; Атина, 12. јул 1974) бивши је грчки фудбалер.

## Каријера
Играо је на позицији офанзивног везног играча. Професионалну каријеру је започео 1992. године у клубу Етникос Астерас, 1993. године играо је у Панилијакосу, за који је играо три сезоне. У лето 1996. преселио се у Олимпијакос, са којим је касније постао грчки шампион седам пута, освојио грчки куп, учествовао у Лиги шампиона и добио је признање за најбољег фудбалера у Грчкој. Године 2003. прешао је у енглески Болтон Вондерерс. Дана 23. септембра 2008. потписао је једногодишњи уговор са Хал ситијем.
За репрезентацију Грчке дебитовао је 12. марта 1997. године у мечу против репрезентације Кипра. Био је члан репрезентације Грчке која је освојила Европско првенство 2004. године и један од кључних играча тима. Играо је на Европском првенству 2008. године.

## Трофеји
Олимпијакос
- Првенство Грчке (7): 1996/97, 1997/98, 1998/99, 1999/00, 2000/01, 2001/02, 2002/03.
- Куп Грчке: 1998/99.

Болтон вондерерс
- Финалиста Лига купа: 2003/04.

Репрезентација Грчке
- Шампиони Европе: 2004.
- Најбољи фудбалер Грчке: 2003.